# Jan van Brienne (1230-1296)
Jan van Brienne (circa 1230 - circa 1296) was een Franse edelman. Hij behoorde tot het huis Brienne.

## Levensloop
Jan was de jongste zoon van Jan van Brienne, Latijns keizer van Constantinopel, uit diens huwelijk met Berenguela, dochter van koning Alfons IX van León.
In 1258 werd hij door koning Lodewijk IX benoemd tot grootbutler van Frankrijk. Vanaf 1275 was hij ook ambassadeur in Castilië. Beide functies oefende hij uit tot aan zijn dood rond 1296, waarna hij werd bijgezet in de Abdij van Maubuisson.
Jan van Brienne was tweemaal gehuwd. Met zijn eerste echtgenote Maria van Coucy (1218-1285), weduwe van koning Alexander II van Schotland en dochter van heer Engelram II van Coucy, had hij geen kinderen. Uit zijn tweede huwelijk met Johanna (1227 - na 1252), dochter van burggraaf Godfried VI van Châteaudun, werd een dochter Blanca (1252-1302) geboren, die huwde met baron Willem II van Fiennes.